# Salzuit
Salzuit é uma comuna francesa na região administrativa de Auvérnia-Ródano-Alpes, no departamento de Alto Loire. Estende-se por uma área de 8,05 km². Em 2010 a comuna tinha 367 habitantes (densidade: 45,6 hab./km²).